# Monte Amchad
Monte Amchad Es el nombre que recibe una montaña de la provincia de Errachidia, en la parte central y sur del país africano de Marruecos. Se encuentra en la cordillera del Anti-Atlas, cerca del pueblo de Asemmam.
La montaña alcanza los 1.238 metros sobre el nivel del mar, los picos más cercanos incluyen a Jamaa n'Bou Oudadene, Jbel Ougnat, Bou Blouh, Tarhouilest, Bou Iblah Nemiourkane, y Oungal.